# Tarnobrzeg (gmina wiejska)
Tarnobrzeg – dawna gmina wiejska istniejąca w latach 1934–1954 i 1973–1976 w woj. lwowskim, rzeszowskim i tarnobrzeskim (dzisiejsze woj. podkarpackie). Siedzibą władz gminy był Tarnobrzeg, który stanowił odrębną gminę miejską.
Gminę zbiorową Tarnobrzeg utworzono 1 sierpnia 1934 roku w województwo lwowskim, w powiecie tarnobrzeskim, z dotychczasowych jednostkowych gmin wiejskich: Dzików, Kajmów, Machów, Miechocin, Mokrzyszów, Ocice, Sielec, Sobów, Stale, Zakrzów i Żupawa.
Po wojnie gmina Tarnobrzeg weszła w skład woj. rzeszowskiego (nadal w powiecie tarnobrzeskim). Według stanu z dnia 1 lipca 1952 roku gmina składała się z 11 gromad: Dzików, Kajmów, Machów, Miechocin, Mokrzyszów, Ocice, Sielec, Sobów, Stale, Zakrzów i Żupawa. Gmina została zniesiona 29 września 1954 roku wraz z reformą wprowadzającą gromady w miejsce gmin.
Gminę Tarnobrzeg reaktywowano w dniu 1 stycznia 1973 roku w woj. rzeszowskim (powiat tarnobrzeski). W jej skład weszło 15 sołectw: Chmielów, Cygany, Dzików, Kajmów, Machów, Miechocin, Mokrzyszów, Nagnajów, Ocice, Sielec, Sobów, Stale, Wielowieś, Zakrzów i Żupawa.
1 czerwca 1975 roku gmina znalazła się w nowo utworzonym woj. tarnobrzeskim.
1 października 1976 roku gmina została zniesiona a jej obszar włączony do gmin:
- Baranów Sandomierski (obszar sołectwa Nagnajów),
- Grębów (obszary sołectw Sobów, Stale i Żupawa),
- i Nowa Dęba (obszary sołectw Chmielów i Cygany)[10];
- oraz do Tarnobrzega (obszary sołectw Dzików, Kajmów, Machów, Miechocin, Mokrzyszów, Ocice, Sielec, Wielowieś i Zakrzów)[11].

W kolejnych latach do Tarnobrzega włączono jeszcze dwa sołectwa byłej gminy Tarnobrzeg: 1 lipca 1990 Sobów z gminy Grębów oraz 1 stycznia 1992 Nagnajów z gminy Baranów Sandomierski.